# Dolichoderus heeri
Dolichoderus heeri  (лат.) — ископаемый вид мелких муравьёв рода Dolichoderus из подсемейства Dolichoderinae. Найден в миоценовых отпечатках Европы (Хорватия, Радобой, Grätz Collection, бурдигальский ярус, возраст от 16 до 20 млн лет).

## Описание
Мелкие долиходериновые муравьи, длина тела около 5 мм. Стебелёк между грудкой и брюшком состоит из одного членика петиоля. Голова примерно в 1,2 раза длиннее своей ширины; затылочные углы округлые; передний край клипеуса округлый. Грудь компактная, примерно в 1,45 раз длиннее своей высоты. Скутум с продольными бороздками. Проподеум угловатый в профиль. Петиоль без чешуйки. Брюшко овальное. От других видов отличается вогнутой задней поверхностью проподеума.
Впервые был описан в 2014 году российскими мирмекологами профессором Геннадием Михайловичем Длусским и Татьяной С. Путятиной (МГУ, Москва) вместе с такими новыми таксонами как Emplastus dubius, E. miocenicus, Formica parexsecta, Heeridris croaticus, Myrmecites latus, Ponerites gracilior, P. oblongiceps. Видовое название D. heeri дано в честь швейцарского геолога и энтомолога Освальда фон Хеера (Oswald von Heer; 1809—1883), автора трёхтомного описания ископаемой энтомофауны хорватского Радобоя и немецкого Энингена.